# Aichbühler Gruppe
Die Aichbühler Gruppe (auch Aichbühler Kultur) ist eine archäologische Regionalgruppe Süddeutschlands am Übergang vom Mittelneolithikum zum Jungneolithikum. Die Datierung beträgt etwa 4.200 bis 4.000 v. Chr. Die Aichbühler Gruppe ist durch Feuchtbodensiedlungen erhalten und gehört zu den ältesten Pfahlbaukulturen nördlich der Alpen.
Der Begriff wurde 1923 von Hans Reinerth eingeführt, nach dem Fundort Aichbühl bei Schussenried, am Federseemoor in Oberschwaben. Archäologische Grabungen wurden dort seit 1875 durchgeführt. Die Aichbühler Gruppe ist im Bereich des Federsees und der oberen Donau verbreitet. Sie wird von der Schussenrieder Gruppe abgelöst, die am Federsee um 4.050 v. Chr. archäologisch fassbar ist.

## Siedlungen
Bedeutendste Siedlung ist die Fundstelle Riedschachen I am Südufer des Federsees (Grabungen 1919–1930). Hier fand man aneinander gereihte, rechteckige Pfahlhäuser mit Schwellenunterbau und jeweils einem Vorplatz an der seegewandten Schmalseite. Vier oder fünf Häuser standen in einer Zeile. Um das Dorf war eine Palisade errichtet, wobei unsicher ist, ob diese zur Fundstelle Riedschachen I oder II gehört.
Die Siedlung Aichbühl hatte 23 bis 25 Häuser in mehreren Reihen. In den meist zweiräumigen Häusern wurden Backöfen/Herde, Lehmfußboden und -bänke sowie Ried- bzw. Rindenbedeckung der Dächer nachgewiesen. Getreideanbau, Viehhaltung und Jagdwirtschaft sind durch organische Überreste belegt.
Weitere Siedlungen am nördlichen Federsee sind die Fundstellen Ahwiesen, Wildes Ried und Beim Henauhof.

## Archäologisches Inventar
Typisch sind flachbodige Amphoren, Flaschen und Trichterrandgefäße. Eine Ausnahme bilden rundbodige Trichterbecher. Messer, Lanzen- und Pfeilspitzen waren aus Feuerstein gefertigt.